# Sbor Bratrské jednoty baptistů v Aši
Sbor Bratrské jednoty baptistů v Aši je místní baptistická církev v Bratrské ulici, která má kolem sedmdesáti členů.

## Historie
Po válce byla z Aše odsunuta většina německého obyvatelstva a do vylidněného pohraničí mimo jiné přicházeli z různých zemí i ti Češi, kteří v minulých stoletích museli pro svou víru rodnou zemi opustit. První rodina baptistů přišla v roce 1945 z polské Lodže a následovala je řada rodin, především z okolí ukrajinského Rovna. V roce 1948 navázali kontakt s chebskými baptisty, kteří přicházeli z Rumunska. První bohoslužby v Aši se uskutečnily 22. května 1949, kdy zde bylo kolem 20 věřících – baptistů. Vedením byl pověřen misijní pracovník a kolportér Biblí František Kolařík. V roce 1950 si baptisté v dnešní Chebské ulici zřídili svou modlitebnu. Kazatelem chebského sboru, jehož součástí skupina baptistů v Aši byla, se stal Vilém Jersák, který byl ale i s F. Kolaříkem brzy zatčen a uvězněn komunisty za takzvanou protistátní činnost. Modlitebna byla úředně uzavřena, a tak se církev scházela pod vedením laiků v Táborské ulici. Ačkoliv byl F. Kolařík po osmi letech z vězení propuštěn, měl zákaz duchovní služby, a tak se stal v roce 1961 kazatelem Vladimír Vacek. Během těch let byla řada lidí pokřtěna, další se přistěhovali, a tak zde bylo v roce 1962 celkem 60 řádných členů. Začátkem roku 1970 úřady schválily ustavení samostatného baptistického sboru v Aši a během následujících let se pro následování Ježíše Krista rozhodla řada lidí. V roce 1977 se kazatelem sboru stal F. Kolařík. Sbor v té době pořádal mnoho evangelizací, která se díky novým možnostem po roce 1989 přesunula i do kulturních zařízení a do ulic. Od roku 1995 vedl sbor i celkovou rekonstrukci modlitebny kazatel Vladimír Hejl. Současným kazatelem je Alois Boháček.
V letech 2009–2014 sbor BJB v Aši vybudoval novou modlitebnu na rohu ulic Bratrská a Vysoká. Od roku 2009 zajišťuje pravidelné on-line přenosy bohoslužeb.

## Kazatelé

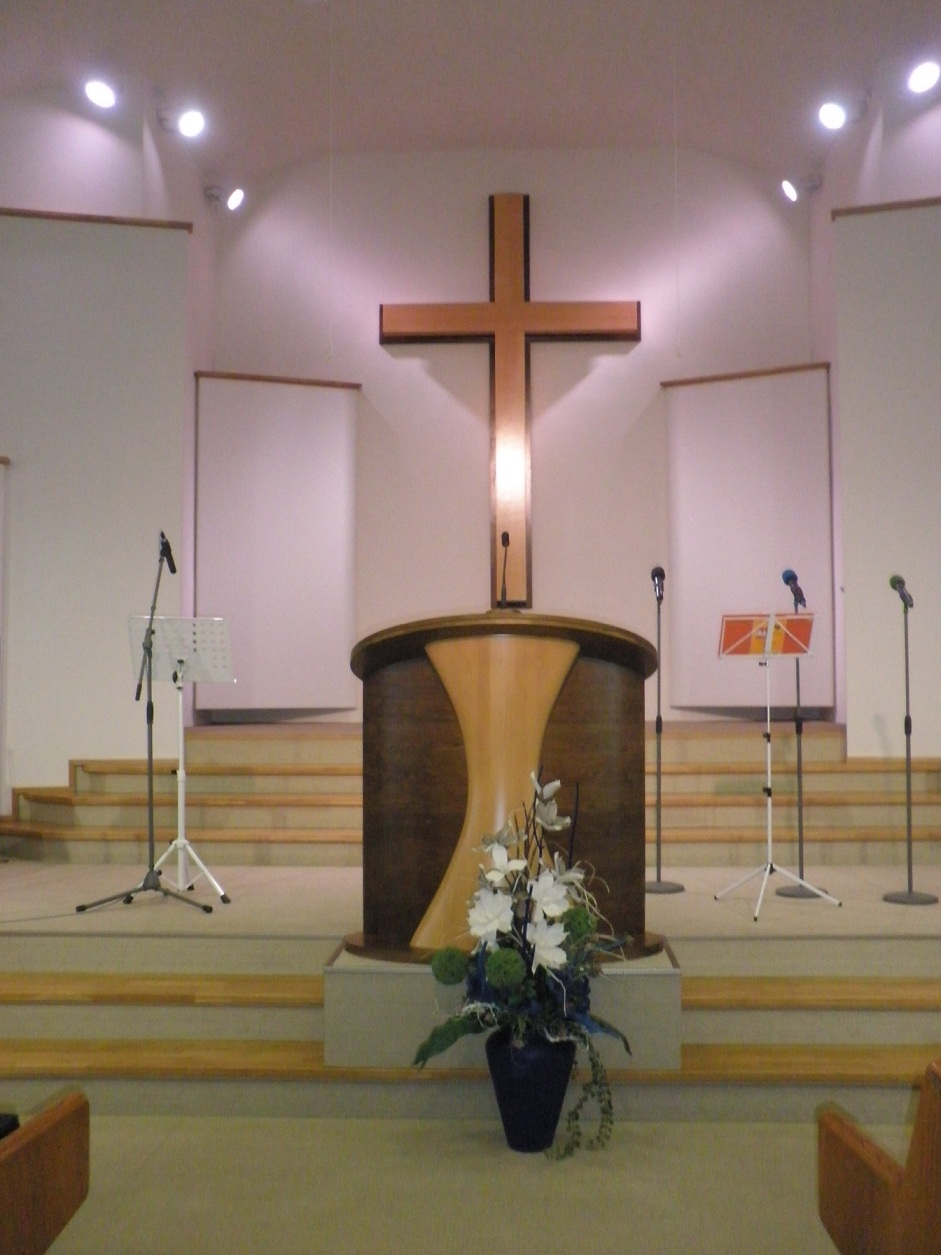
Interiér nové modlitebny v Bratrské ulici

- 1970–1977: Vladimír Vacek
- 1977–1988: František Kolařík
- 1988–1989: Jiří Legierski
- 1989–1991: Ján Katušťák
- 1991–1995: Vladimír Vacek
- 1995–2000: Vladimír Hejl
- 2000–dosud: Alois Boháček